# فسفومایسین
فسفومایسین (به انگلیسی: Fosfomycin)، که با نام تجاری Berny و Monurol عرضه می‌شود، یک آنتی‌بیوتیک است که در وهله اول برای درمان عفونت مثانه استفاده می‌شود. گاهی از آن برای عفونت‌های پروستات استفاده می‌شود اما برای درمان عفونت‌های کلیوی توصیه نمی‌شود. این دارو عموماً از طریق خوراکی و به شکل ساشه مصرف می‌شود.
عوارض جانبی شایع شامل اسهال، حالت تهوع، سردرد و عفونت‌های قارچی واژینال است. عوارض جانبی شدید ممکن است شامل آنافیلاکسی و انتروکولیت با غشای کاذب باشد. فسفومایسین با تداخل در تولید دیواره سلولی باکتری‌ها اثر می‌کند.
مطالعات جدید نشان داده‌اند که فسفومایسین علاوه بر خاصیت ضدباکتریایی، می‌تواند به بهبود روند ترمیم زخم‌های جراحی کمک کند. این دارو با کاهش التهاب و افزایش تولید کلاژن و رگ‌زایی، سرعت بازسازی بافت‌ها را افزایش می‌دهد و در مدل حیوانی عملکرد مثبت خود را اثبات کرده است